# 진수 (별자리)
진수(軫宿)는 동아시아의 별자리인 이십팔수의 하나이다. 남방주작 7수(宿) 중 일곱 번째에 해당된다.
서양 별자리의 까마귀자리에 그 일부가 해당된다.

## 진수에 속한 별자리
진수에 속한 별자리들은 다음과 같다.
| 별자리 | 한자   | 별 개수 | 위치           |
| ------ | ------ | ------- | -------------- |
| 진     | 軫     | 4       | 까마귀자리     |
| 장사   | 長沙   | 1       | 까마귀자리     |
| 좌할   | 左轄   | 1       | 까마귀자리     |
| 우할   | 右轄   | 1       | 까마귀자리     |
| 군문   | 軍門   | 2       | 바다뱀자리     |
| 토사공 | 土司空 | 4       | 바다뱀자리     |
| 청구   | 青丘   | 7       | 바다뱀자리     |
| 기부   | 器府   | 29      | 센타우르스자리 |

## 참고 문헌
- 권근 외, 『천상열차분야지도』, 서운관(書雲觀), 1395
- 이문규, 《고대 중국인이 바라본 하늘의 세계》, 문학과 지성사, 2000
- 이순지 저, 김수길.윤상철 역,《천문류초》, 대유학당, 1998
- 박창범, 《하늘에 새긴 우리역사》, 김영사, 2002